# 95008 Ivanobertini
95008 Ivanobertini este un asteroid din centura principală de asteroizi.

## Descriere
95008 Ivanobertini este un asteroid din centura principală de asteroizi. A fost descoperit pe 4 ianuarie 2002 la Cima Ekar în cadrul programului Asiago-DLR Asteroid Survey. Asteroidul prezintă o orbită caracterizată de o semiaxă mare de 2,20 ua, o excentricitate de 0,22 și o înclinație de 9,0° în raport cu ecliptica.